# Censimento dell'Unione Sovietica del 1989
Il censimento dell'Unione Sovietica del 1989 fu il nono censimento condotto in Unione Sovietica e fu l'ultimo prima della dissoluzione della nazione. Si tenne fra il 12 ed il 19 gennaio 1989, dieci anni dopo il precedente. Determinò che la popolazione residente era composta da 286 730 819 persone, con un aumento del 9,3% dall'ultima rilevazione.
Con questa misura l'Unione Sovietica si piazzava al terzo posto nella classifica delle nazioni più popolose al mondo: circa 38 milioni di abitanti più degli Stati Uniti d'America, ma ben al di sotto di Cina e India.